# Santa Venerina
Santa Venerina (Santa Vinnirina in siciliano) è un comune italiano di 8 423 abitanti della città metropolitana di Catania in Sicilia.

## Storia
Le origini e lo sviluppo di Santa Venerina furono determinati dalla sua posizione di estremo confine tra il Priorato di San Giacomo (Zafferana Etnea), il bosco di Aci (città demaniale) e la contea di Mascali che la suddivideva in tre parti; in seguito, con la frammentazione del territorio di Aci, s'impose un ulteriore frazionamento. Il torrente Salaro fu per molti secoli confine naturale tra il territorio acese e quello della contea, attraversati dalla regia trazzera che congiungeva Messina a Catania. I viandanti che varcavano il confine territoriale erano obbligati al pagamento di un dazio, riscosso da guardie acesi per conto del Senato di Jaci. Fu proprio a seguito dello stazionamento di questa gente che cominciò a delinearsi il primo nucleo abitato, con l'edificazione di una cappella, dedicata alla patrona di Jaci, santa Venera. Era quasi naturale che questi acesi oltre a trasferire le proprie masserizie portassero anche la loro devozione ai propri protettori, santa Venera e san Sebastiano. Analoga situazione la si ebbe a San Leonardello, ove si stanziarono delle guardie di Mascali per il controllo del confine dell'omonima contea sulla via Valeria: il luogo prese il nome proprio dalla devozione a san Leonardo, patrono di Mascali.
L'investimento in questa contrada dovette evidentemente palesarsi conveniente giacché negli anni a seguire gli stessi deputati e molti concittadini e borghesi di Aci acquistarono terre in quelle zone vitalizzate dalla fiera franca, dando inizio al processo di popolamento. Verso il 1850 si ebbe un vero sviluppo demografico ed economico. Le numerose distillerie che sorsero nella zona e la ricca produzione vinicola, unitamente ad un artigianato molto esperto ne fece un paese fiorente ed economicamente e socialmente sviluppato. Questo sviluppo portò ad alimentare le speranze di unificare i vari borghi sotto un unico comune. La costituzione a comune autonomo di Santa Venerina si ebbe nel 1934 con scorporo di porzioni di territorio dei comuni di Acireale (Santa Venerina, Linera e Cosentini e Maria Vegine), Zafferana Etnea (Bongiardo) e Giarre (Monacella, Petrulli e Dagala del Re). Nel 1951 tuttavia la frazione Petrulli fu aggregata a Zafferana.
Tutte le borgate costituiscono un unico centro abitato (deliberazione della Giunta Municipale del 9 maggio 2002).
Il 29 ottobre 2002 il paese è stato seriamente danneggiato dal terremoto di Santa Venerina di magnitudo 4,5 della scala Richter.

### Simboli
Lo stemma e il gonfalone del comune sono stati concessi con decreto del presidente della Repubblica del 21 ottobre 2004.
Il gonfalone è un drappo di azzurro.

## Monumenti e luoghi d'interesse

### Architetture religiose
Ci sono otto chiese parrocchiali a Santa Venerina e frazioni:
- Chiesa di Santa Venera (chiesa madre), piazza Roma, Santa Venerina
- Chiesa del Sacro Cuore di Gesù, piazza Regina Elena, Santa Venerina
- Chiesa di Maria Santissima del Carmelo, piazza Regina Margherita, frazione Bongiardo
- Chiesa di Maria Santissima Immacolata, piazza Immacolata, frazione Dagala del Re
- Chiesa di San Mauro Abate, via Sabotino, frazione Monacella
- Chiesa di Maria Santissima del Lume (chiesa madre), piazza Marconi, frazione Linera
- Chiesa di Maria Santissima del Rosario, piazza Cosentini, frazione Cosentini
- Chiesa di Maria Vergine della Catena, via Provinciale, frazione Linera

Nel territorio comunale, inoltre, vi si trovano anche delle chiese non parrocchiali:
- Chiesetta di Santo Stefano, (rudere bizantino), frazione Dagala del Re
- Chiesa della Tenutella (oggi scomparsa, ne rimane solo il prospetto), Santa Venerina
- Chiesa di Sant'Antonio di Padova in Passopomo, via Passopomo, Santa Venerina
- Chiesa di Maria Santissima Immacolata di Linera, via Provinciale, frazione Linera
- Chiesa di Maria Santissima dei Sette Dolori, via Cosentini, frazione Linera
- Chiesa di S. Giuseppe, via Palombaro, della parrocchia Maria SS. Immacolata di Guardia

### Architetture civili

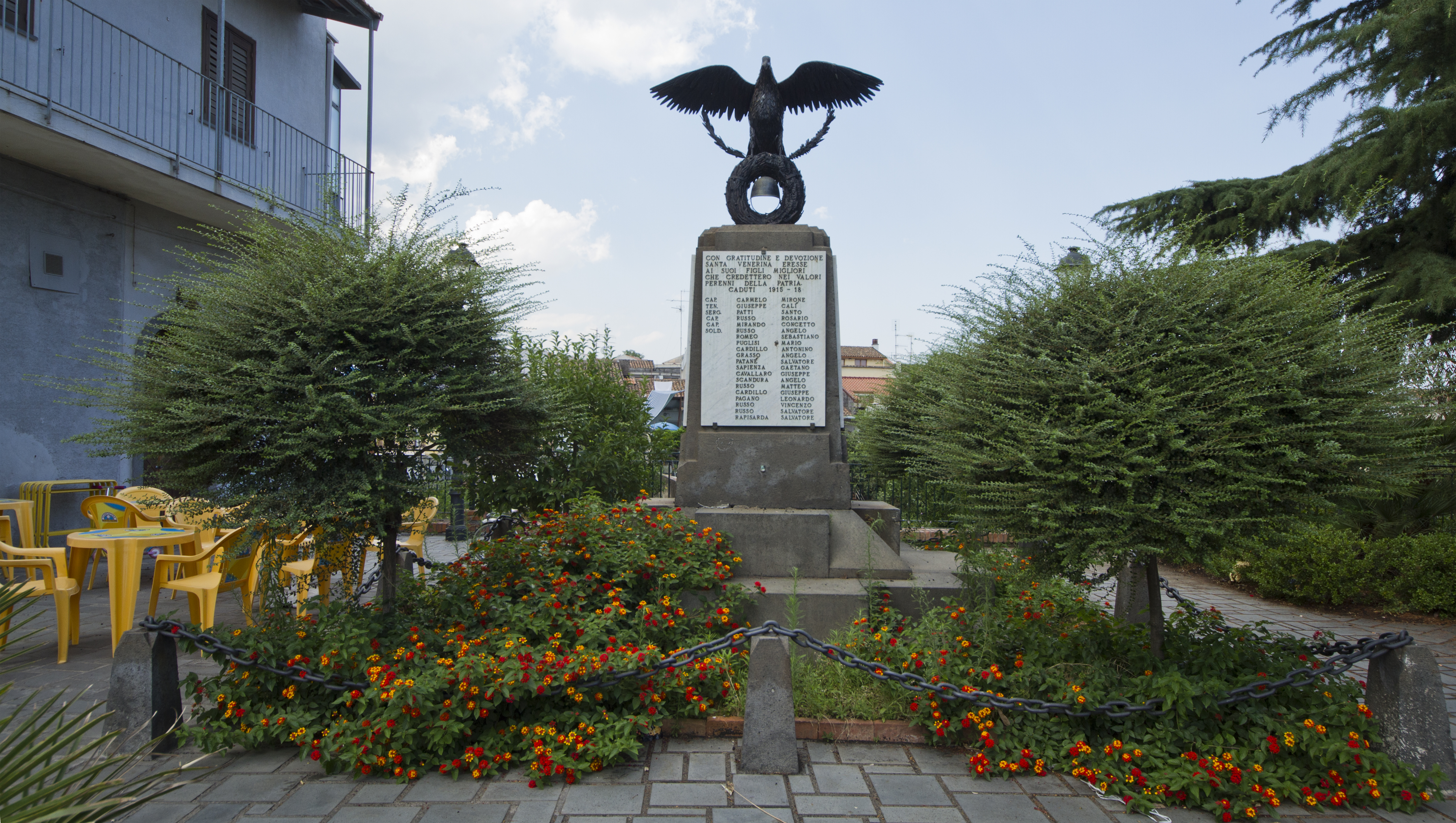
Monumento ai caduti di Santa Venerina

- Monumento ai caduti

### Aree naturali
- Parco Oasi Cosentini
- Parco Princessa

## Società

### Evoluzione demografica
Abitanti censiti

### Religione
La religione di gran lunga più professata è quella cristiana nella sua confessione cattolica. Il comune è soggetto alla diocesi di Acireale, ad eccezione della frazione di Bongiardo, che fa parte dell'arcidiocesi di Catania.

## Cultura

### Biblioteche
Santa Venerina dispone della biblioteca comunale "Sergente Salvatore Longo", sita in piazza Regina Elena.

### Musei
Santa Venerina ospita:
- Museo del Palmento, che illustra le antiche attività agricole e artigianali della zona
- Museo della civiltà enologica - La distilleria, distilleria della seconda metà del XIX secolo che ospita le attrezzature originali
- Casa del vendemmiatore

### Eventi

#### Feste patronali
- Festa di san Sebastiano, compatrono del paese, ultima domenica di gennaio nella chiesa madre
- Festa di san Mauro Abate, nella parrocchia di Monacella
- Festa di san Giuseppe, nella parrocchia di Cosentini
- Festa della Madonna delle Grazie, la domenica successiva al 2 luglio nella chiesa del Sacro Cuore
- Festa della Madonna del Carmelo, la domenica successiva al 16 luglio nella chiesa di Bongiardo
- Festa di santa Venera, patrona del comune, l'ultima domenica di luglio nella chiesa madre
- Festa della Madonna della Catena, il 15 agosto nella parrocchia di Maria Vergine
- Festa di Maria Addolorata, nella parrocchia di Monacella
- Festa della Madonna del Rosario, il 7 ottobre (se di domenica) o domenica successiva nella parrocchia di Cosentini
- Festa della santa Maria del Lume, la terza domenica di novembre nella chiesa madre di Linera
- Festa dell'Immacolata, l'8 dicembre nella parrocchia di Dagala del Re

#### Venerdì santo
La tradizione del Venerdì Santo di Santa Venerina è recente e risale agli anni successivi al terremoto del 29 ottobre 2002. Prima di questa data, infatti, venivano celebrate due Via Crucis diverse: quella della Parrocchia di Bongiardo e quella della Parrocchia di Santa Venera e Sacro Cuore. In seguito al sisma le tre parrocchie si ritrovarono in un luogo unico, ovvero la Chiesa Tenda, oggi non più esistente. Dalla collaborazione delle tre parrocchie nacque la Via Crucis cittadina.
Solitamente alle ore 19.45 ha inizio la Via Crucis Cittadina da Piazza Regina Margherita. Qui affluiscono tutte le Confraternite ed Associazioni presenti nel territorio, nonché le autorità civili e militari. I giovani della parrocchia del Sacro Cuore per l'occasione realizzano una croce alta ben quattro metri che dovrà essere portata e sollevata ad ogni stazione dai giovani delle parrocchie. Le prime quattro stazioni vengono effettuate in Piazza Regina Margherita, alla quarta: "Gesù incontra la Madre", dal sacrato della chiesa di Bongiardo avanza verso l'antistante piazza la statua dell'Addolorata, recentemente restaurata. Essa è portata a spalla dai giovani e dagli uomini della parrocchia, per l'occasione a lutto vestiti e, come sottofondo musicale, risuonano le note dello "Stabat Mater". Conclusasi questa prima fase, la Via Crucis con l'Addolorata, prosegue lungo Via Vittorio Emanuele, creando una processione che si snoda per diverse centinaia di metri; qui si incontrano altre cinque stazioni. Superato questo tratto, si approda in Piazza Regina Elena: qui la comunità parrocchiale del Sacro Cuore ha organizzato la tradizionale "scisa da cruci". La particolarità di questa scena molto suggestiva sta nel fatto che la statua del Cristo utilizzata è semimovente: azionata dal di dietro è in grado di piegare la testa, simulando la morte del Cristo sulla croce; tale movimento viene azionato ben tre volte prima di scendere il simulacro dalla croce. Tutto ciò viene accompagnato da musiche di sottofondo che ne enfatizzano la scena. Conclusasi la Via Crucis in Piazza Regina Elena, prende il via la processione del Cristo Morto che si concluderà in Piazza Roma, essa è così costituita: la Confraternita di Santa Venera porta a spalla il “cataletto del Cristo Morto" con i tradizionali copricapo bianchi; la Confraternita di San Sebastiano porta a spalla la statua di San Giovanni Apostolo; i ragazzi, la statua della Maddalena; ed i giovani dei Bongiardo continuano a portare a spalla l'Addolorata che, ha seguito tutta la Via Crucis fin dalla partenza in Piazza Regina Margherita a Bongiardo. Si arriva così alla fase conclusiva che si svolge in Piazza Roma, sul sagrato della Chiesa Madre di Santa Venera. Qui viene poggiato davanti dell'ingresso centrale della chiesa, il Cristo Morto; ai lati, gli stendardi delle associazioni e confraternite presenti e le varie statue già menzionate. Il Cristo Morto viene deposto in un apposito alloggio che ne rappresenta la tomba, e la porta della chiesa viene chiusa a simboleggiare la pietra che sigillerà per tre giorni la tomba di Cristo.

#### Altro
- Basula Fest, 25 aprile al parco Cosentini
- EnoEtna
- Premio internazionale di giornalismo "Maria Grazia Cutuli"
- Presepe vivente, al parco Cosentini

## Infrastrutture e trasporti

### Autostrade
Santa Venerina è servita a nord-est dal casello autostradale (A18) di Giarre. 

### Ferrovie
Il comune è servito dalla vicina stazione di Guardia-Mangano-Santa Venerina, sulla ferrovia Messina-Siracusa; la fermata però si trova nel territorio della limitrofa Acireale.

## Amministrazione

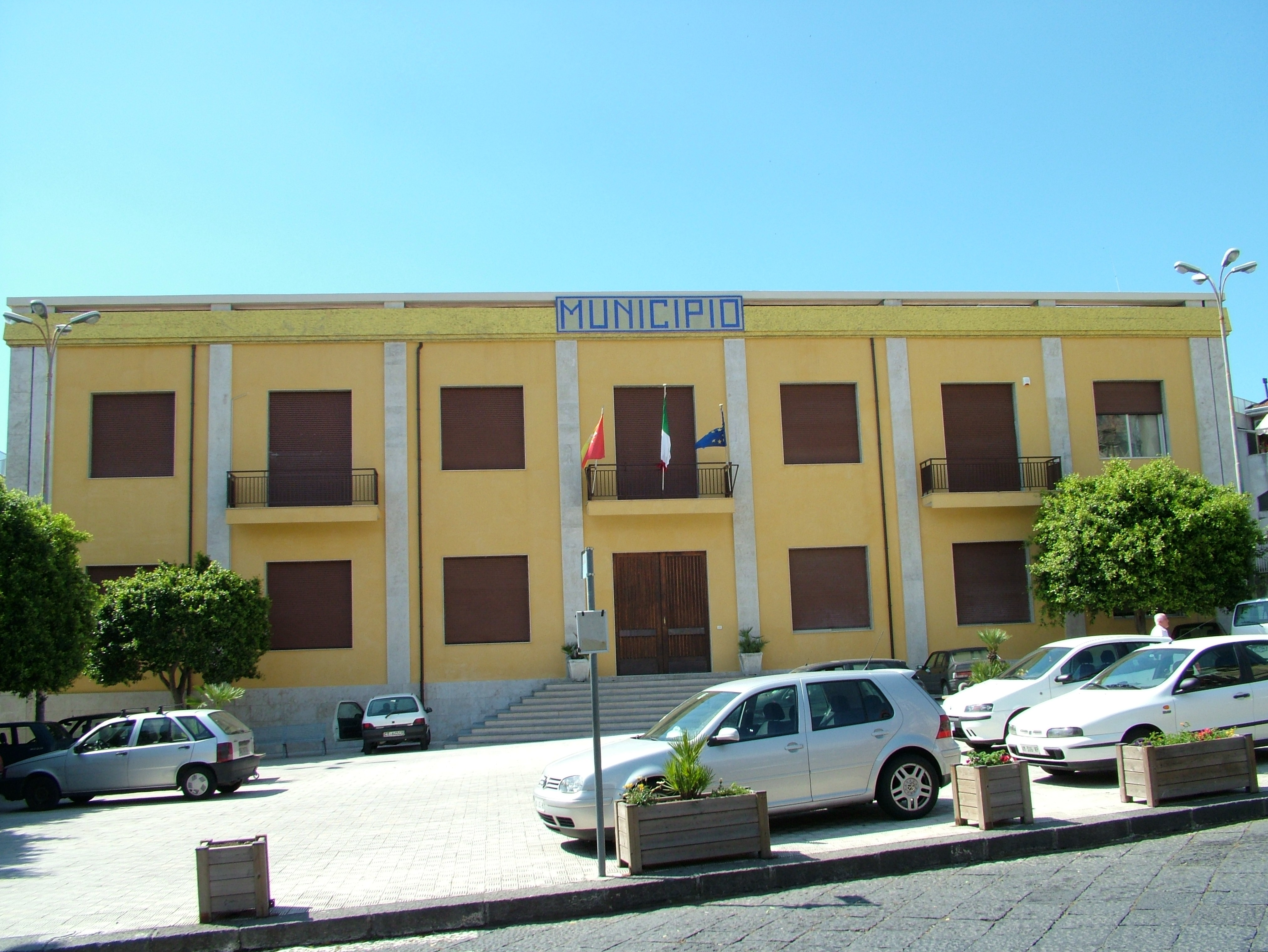
Facciata del municipio

Di seguito è presentata una tabella relativa alle amministrazioni che si sono succedute in questo comune.
| Periodo        | Periodo          | Primo cittadino         | Partito                                      | Carica  | Note  |
| -------------- | ---------------- | ----------------------- | -------------------------------------------- | ------- | ----- |
| 31 marzo 1989  | 27 maggio 1990   | Alfio Sorbello          | Partito Socialista Italiano                  | Sindaco | [ 8 ] |
| 27 maggio 1990 | 11 marzo 1992    | Leonardo Cavallaro      | Partito Socialista Democratico Italiano      | Sindaco | [ 8 ] |
| 28 marzo 1992  | 28 aprile 1993   | Antonino Arcidiacono    | Democrazia Cristiana                         | Sindaco | [ 8 ] |
| 13 maggio 1993 | 20 dicembre 1993 | Sebastiano Pappalardo   | Partito Socialista Italiano                  | Sindaco | [ 8 ] |
| 28 giugno 1994 | 27 maggio 2003   | Enrico Alfio Pappalardo | Alleanza Nazionale                           | Sindaco | [ 8 ] |
| 27 maggio 2003 | 17 giugno 2008   | Antonino Ferlito        | Movimento per le Autonomie, Unione di Centro | Sindaco | [ 8 ] |
| 17 giugno 2008 | 15 giugno 2013   | Enrico Alfio Pappalardo | lista civica                                 | Sindaco | [ 8 ] |
| 11 giugno 2013 | 29 maggio 2023   | Salvatore Greco         | lista civica                                 | Sindaco | [ 8 ] |
| 29 maggio 2023 | in carica        | Santo Raciti            | lista civica                                 | Sindaco | [ 8 ] |

Il comune di Santa Venerina fa parte delle seguenti organizzazioni sovracomunali: regione agraria n.7 (Colline litoranee di Acireale).

## Sport
Il Comune di Santa Venerina possiede diverse strutture sportive. Lo stadio comunale situato al centro è in erba sintetica di ultima generazione (inaugurato nell'agosto 2024) e dispone di una tribuna non coperta da 500 posti circa.
La squadra di calcio, il Calcio Santa Venerina, milita attualmente nel campionato regionale di Promozione (VI serie italiana).
Il Pala SantaVenerina inaugurato nel 2013 è un palazzetto dello sport situato nella popolosa frazione di Linera. Il 15 maggio 2011, Santa Venerina ha ospitato un tratto della 9ª tappa del Giro d'Italia.

## Galleria d'immagini

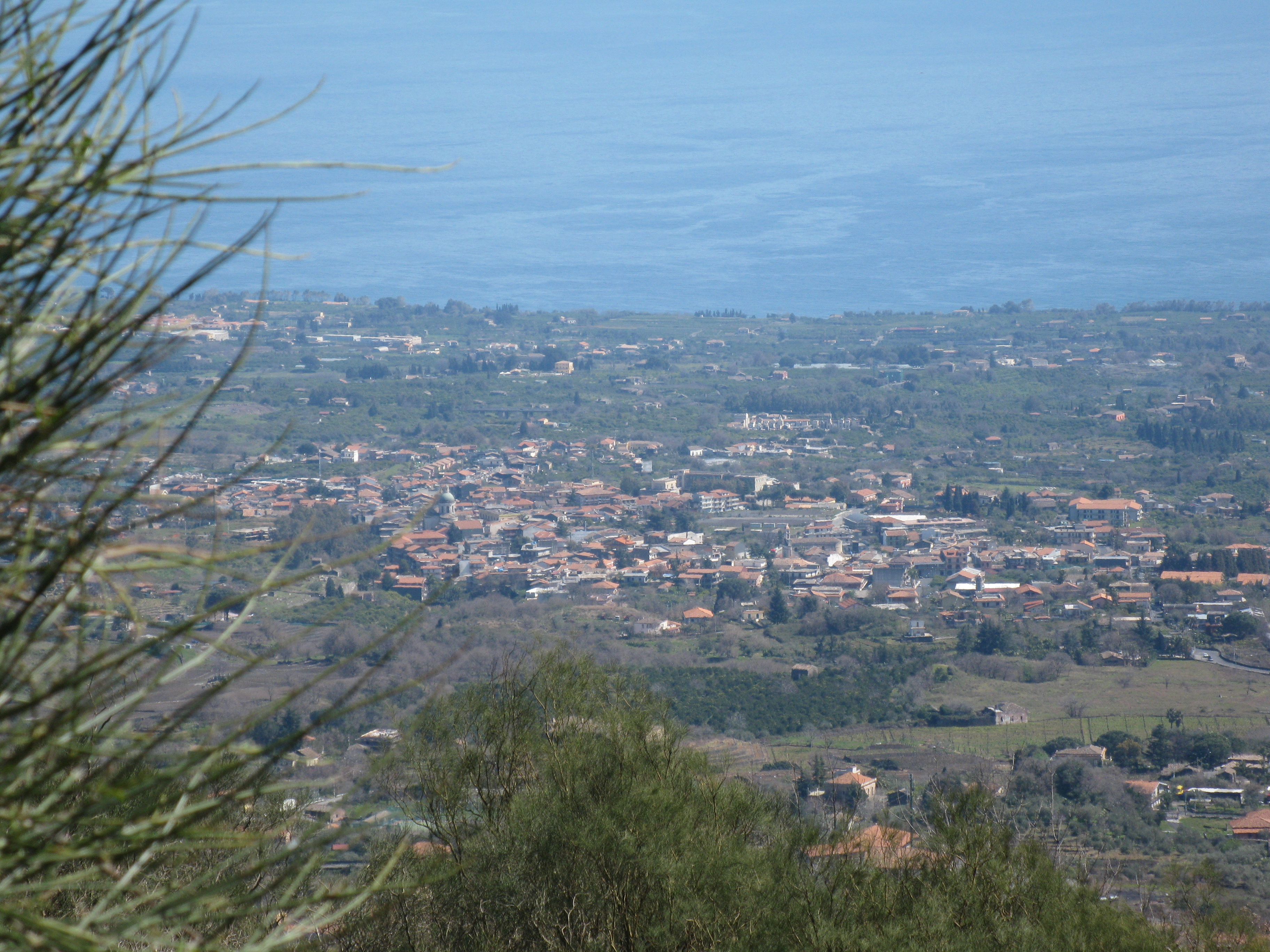
Panorama di Santa Venerina
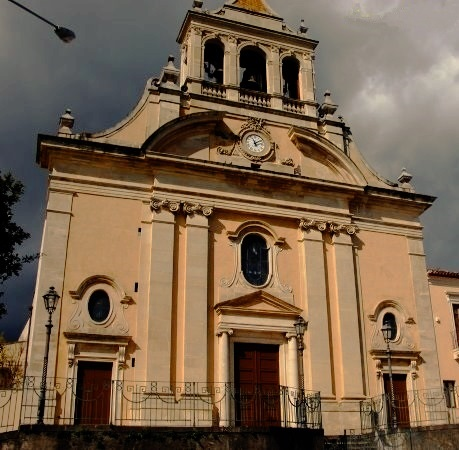
Chiesa Maria Santissima Immacolata di Dagala del Re
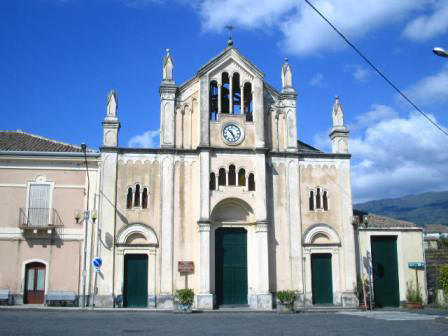
Chiesa Maria Santissima del Rosario di Cosentini
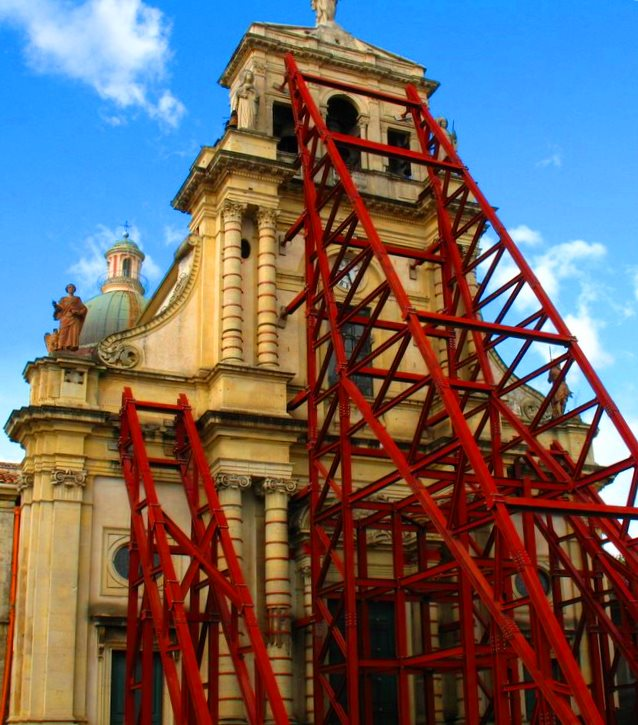
Chiesa del Sacro Cuore di Gesù di Santa Venerina durante i lavori di ristrutturazione dopo il terremoto del 2002
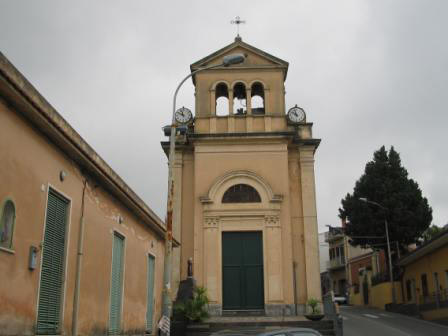
Chiesa Maria Vergine della Catena di Linera
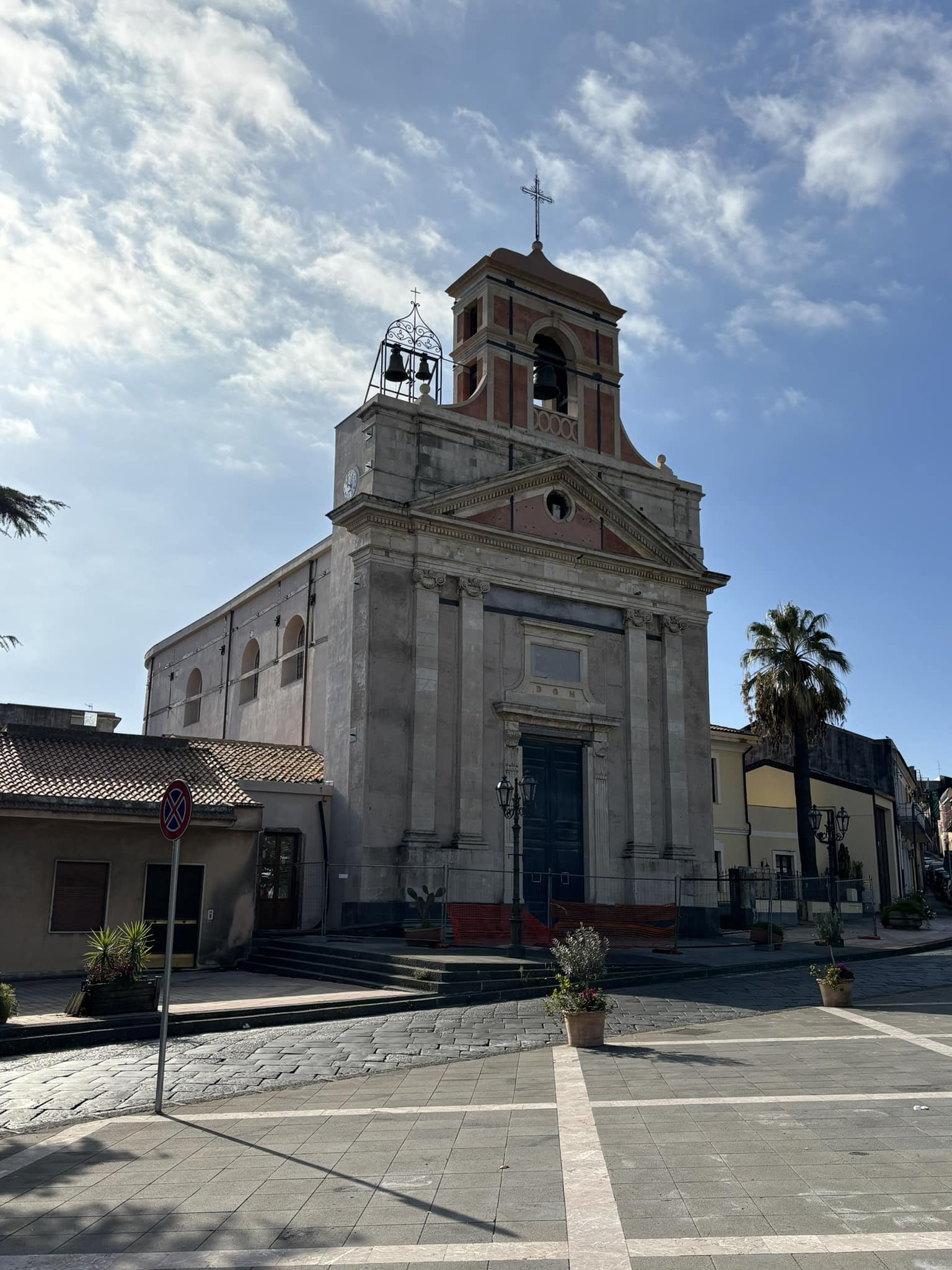
Chiesa Maria Santissima del Carmelo di Bongiardo
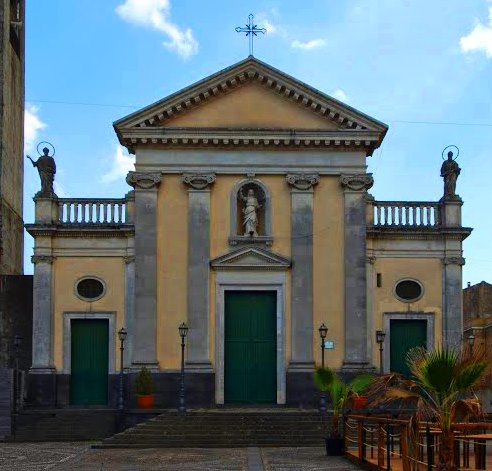
Chiesa Madre Santa Venera
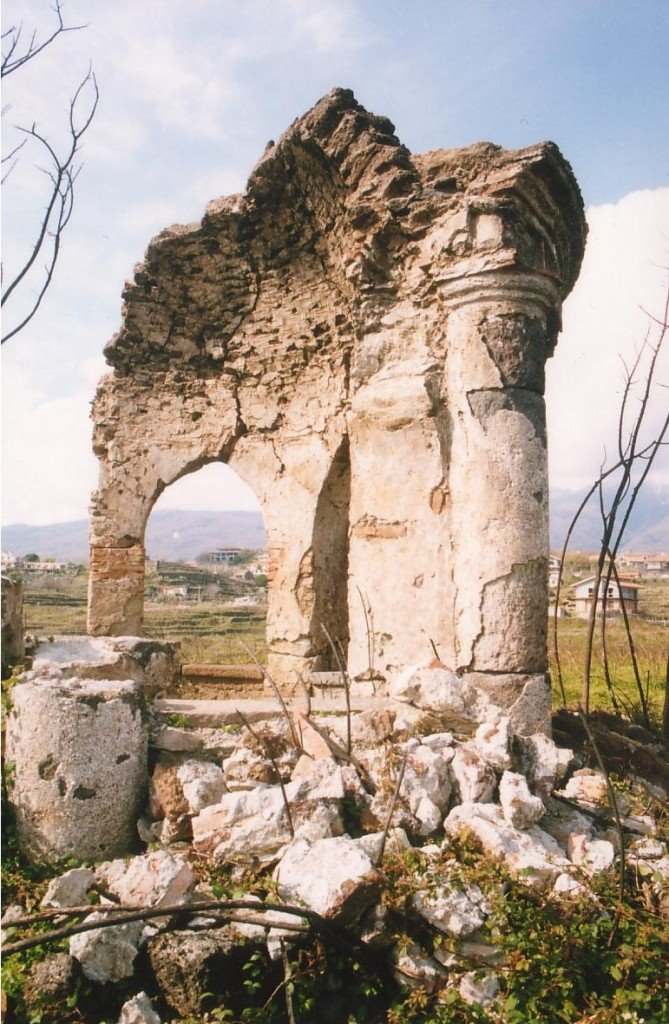
Ruderi di un antico gazebo detto la cupola, andato definitivamente distrutto in occasione della realizzazione del campetto sportivo
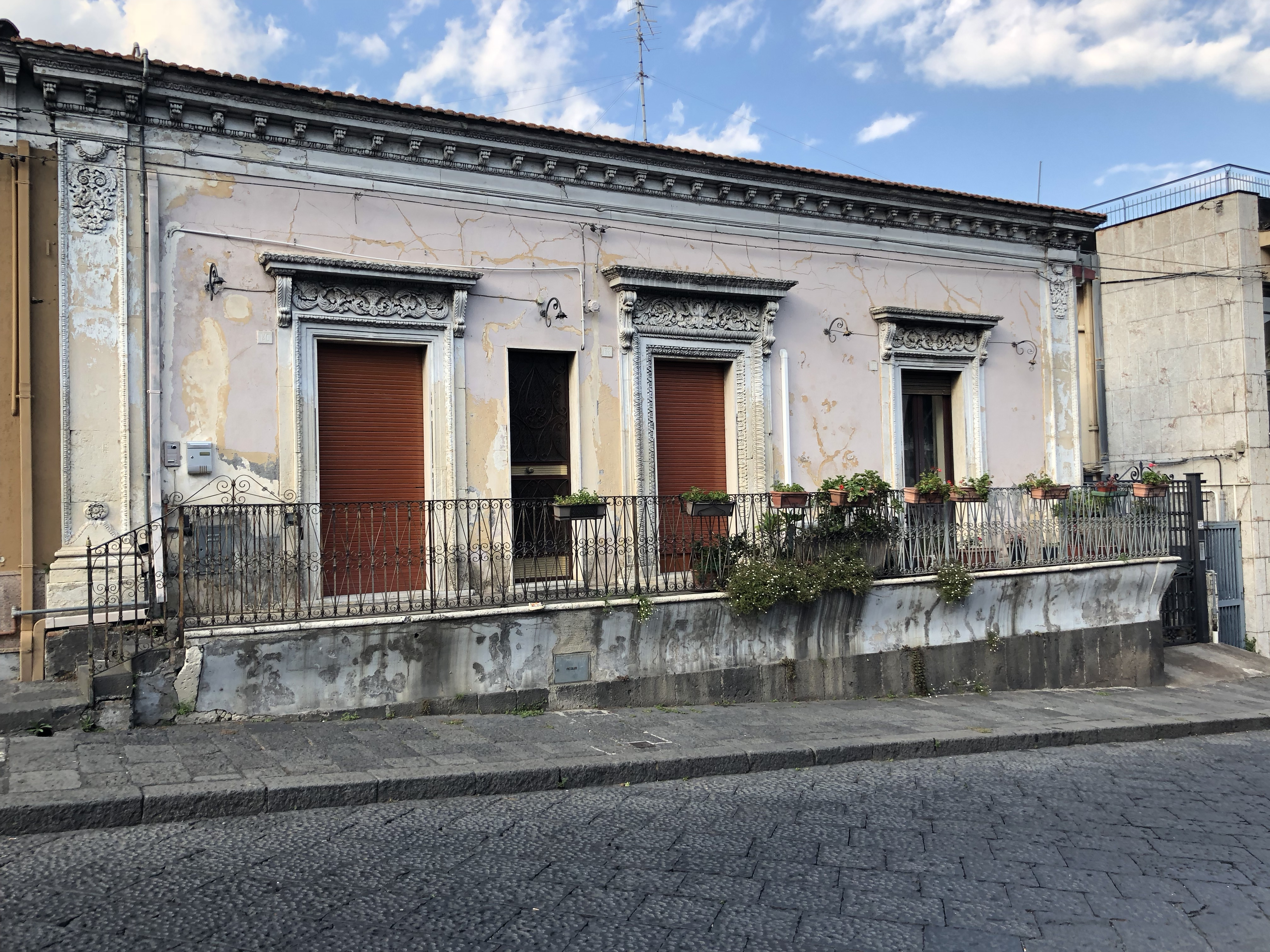
Palazzo civile